# Moloch (2022)
Moloch is een Nederlandse horrorfilm uit 2022, geregisseerd door Nico van den Brink.

## Verhaal
In 1991 zit een klein meisje in de kelder te spelen. Boven haar hoort ze gestommel uit de slaapkamer van haar oma, waarna er bloed door het plafond naar beneden sijpelt.
Dertig jaar later is het meisje, dat Betriek heet, opgegroeid. Ze woont nog steeds in hetzelfde huis, met haar dochtertje Hanna en haar ouders Elske en Roelof. Het is in Drenthe, aan de rand van een veenmoeras. Als er meerdere veenlijken worden gevonden, wordt een internationaal team van archeologen ingevlogen om ze te onderzoeken, onder leiding van de Deense Jonas. De lijken zijn allemaal vrouwen, wiens keel is doorgesneden. Jonas en Betriek vallen op elkaar.
Jonas hoort over de legende van Feike, een slavin die tijdens de heksenverbrandingen zelfmoord pleegde door haar keel door te snijden, vlak voordat ze op de brandstapel belandde. Dit deed ze na een deal met de heidense god Moloch, die haar beloofde dat ze kon voortleven in het lichaam van haar meesteres, in ruil voor haar ongeboren kind.
Betriek wordt op een avond wakker terwijl ze ligt vastgebonden op haar bed. Haar moeder komt op haar af en snijdt haar eigen keel door met een scheermes. Ze offert hiermee ook haar dochter aan Moloch. Feike, die tot dat moment in het lichaam van Elske resideerde, verhuist nu naar Betriek. Het is dezelfde gebeurtenis als in 1991, maar dan een generatie later.
Het verhaal eindigt met de geest van Betriek, die verdrietig neerkijkt op Fieke in het lichaam van Betriek, die een boek voorleest aan Hanna.

## Rolverdeling
- Sallie Harmsen als Betriek
- Anneke Blok als Elske
- Markoesa Hamer als Sonja
- Ad van Kempen als Ton
- Edon Rizvanolli als Radu
- Willemijn Kressenhof als dokter Mensinck
- Fred Goessens als Roelof
- Phi Nguyen als Lennard
- Albert Secuur als Tasjesman
- Johan Fretz als Edwin
- Brent van Baardwijk als Radu's zoon
- Noor van der Velden als Hanna
- Hansje van Welbergen als jonge Elske
- Nick Vorsselman als archeoloog
- Alexandre Willaume als Jonas
- Jack Wouterse als Hans

## Ontvangst
Op Rotten Tomatoes, de website voor het verzamelen van recensies, heeft de film een goedkeuringsscore van 88% op basis van 16 recensies. Kurt Halfyard van ScreenAnarchy noemde de film een "bonafide juweel van een horrorfilm" en Van den Brink een "filmmaker om nauwlettend in de gaten te houden". Kevin Toma van de Volkskrant beoordeelde de film met 4 van de 5 sterren. Whang Yee Ling van The Straits Times beoordeelde de film met 3 van de 5 sterren, noemde het een "goed gemaakte oefening in angst" en schreef dat van den Brink "een over-bekend verhaal in een unieke lokale folk horror."
Roosje van der Kamp van filmkrant schreef een gemengde recensie van de film. Jon Mendelsohn van Comic Book Resources schreef dat hoewel de film "speelt met interessante ideeën en tijd doorbrengt met zijn personages", hij "niet alles lijkt te kunnen versmelten tot een concreet geheel" en "het eindproduct een beetje onbevredigend is".

## Prijzen en nominaties
| Jaar | Prijs                    | Categorie               | Genomineerden      | Uitslag     |
| ---- | ------------------------ | ----------------------- | ------------------ | ----------- |
| 2022 | Nederlands Film Festival | Beste Production Design | Romke Faber        | Genomineerd |
| 2022 | Nederlands Film Festival | Beste Montage           | Xander Nijsten     | Genomineerd |
| 2022 | Nederlands Film Festival | Beste Camera            | Emo Weemhoff       | Genomineerd |
| 2022 | Nederlands Film Festival | Beste Muziek            | Ella van der Woude | Gewonnen    |